# Legió XII Fulminata

Mapa de l'imperi romà l'any 125 dC, sota l'emperador Hadrià, que mostra la Legio XII Fulminata, ubicada a Melitene (Malatya, Turquia), a la província de Capadòcia, des de l'any 71 dC fins al segle IV

La Legio XII Fulminata (dotzena legió «llamp»), també coneguda com a Paterna, Victrix, Antiqua, Certamen Constans i Galliena, va ser una legió romana, formada per Juli Cèsar l'any 58 aC, que el va acompanyar durant la Guerra de les Gàl·lies fins al 49 aC La unitat estava encara guardant la cruïlla del riu Eufrates prop de Melitene al començament del segle v. L'emblema de la legió era un llamp (Fulmen). En segles posteriors va passar a anomenar-se de forma vulgar però incorrectament la Legio Fulminatrix, la Legió tronadora.

## Sota Cèsar
La Dotzena Legió, com va ser potser més coneguda, va lluitar en la batalla contra els nervis, i en la batalla de Farsàlia (48 aC), quan Cèsar va derrotar Gneu Pompeu Magne. Després que Cèsar guanyés la guerra civil, la legió rebre el nom de Victrix, i allistada en 43 aC per Lèpid i Marc Antoni. Marc Antoni va rebatejar a la Dotzena com a Antiqua ("de qualitat consolidada") durant la seva campanya contra l'Imperi part.
Durant la part final del principat d'August, la Legió Dotzena Fulminata va servir a Síria, on va acampar a Raphana.

## Contra els parts
A l'Orient, el rei Vologès I de Pàrtia havia envaït Armènia (58), un regne client de Roma. L'emperador Neró va ordenar a Corbuló, el nou llegat de Capadòcia manera que es gestionessin la qüestió, i mentre va deixar a Síria les legions IV i XII al comandament de Cesti Gal, va comandar la IV Scythica que havia arribat des de Mèsia, la III Gallica i la Legió XV Apollinaris va derrotar els parts, restaurant a Tigranes VI en el tron armeni. En 62, IV Scythica i XII Fulminata, comandades pel nou llegat de Capadòcia, Gai Cesenni Pet, van ser derrotades pels parts i els armenis a la batalla de Randea i les van forçar a rendir-se. Les legions foren avergonyides i retirades del teatre de guerra.

## Gran revolta jueva
En 66, després d'una revolta zelota havia destruït la guarnició romana a Jerusalem, la XII Fulminata, amb vexillatios de IIII Scythica i VI ferrada, va ser enviat a represàlia, però Cesti Gal, llegat de Síria, la va fer retornar quan va veure que la legió era feble. En el seu camí de tornada, la XII Fulminata va ser emboscada i derrotada per Eleazar ben Simó a la batalla de Betòron. No obstant això, la XII Fulminata va lluitar en la darrera part de la guerra i va fer costat al seu comandant Vespasià en la seva reeixida lluita pel tron imperial. Al final de la guerra, la XII Fulminata i XVI Flavia Firma van ser enviades a guardar la frontera del riu Eufrates, acampant a Melitene.

## Defensant la frontera oriental
L'any 75, la XII Fulminata era al Caucas, on l'emperador Vespasià havia enviat a la legió a donar suport als regnes aliats d'Ibèria i Albània. La legió era probablement a Armènia durant la campanya de Trajà de 114, acabant amb l'annexió del regne.
L'any 134, l'amenaça dels alans va ser sotmesa pel governador de Capadòcia, Flavi Arrià, qui va derrotar els invasors amb l'ajuda de la XII Fulminata i la XV Apollinaris.

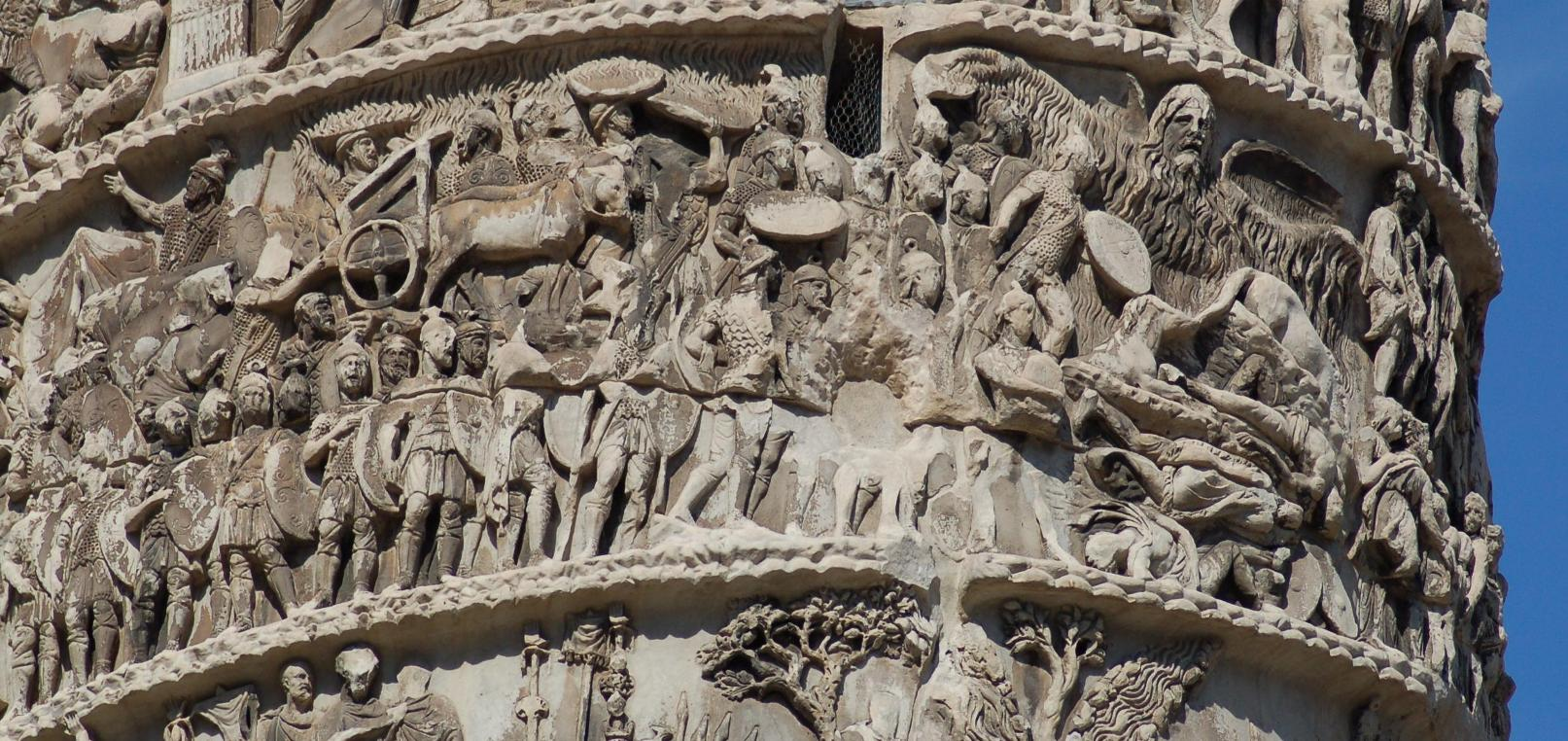
El "miracle de la pluja"

La Dotzena probablement va lluitar en la campanya contra l'Imperi Part de l'emperador Luci Ver, en 162-166, si una unitat mixta de XII i XV controlada durant algun temps la novament conquerida capital armènia Artàxata. L'emperador Marc Aureli va comandar la XII Fulminata en la seva campanya contra els quades, un poble que habitava una regió coneguda avui com a Eslovàquia en el que actualment és la República Eslovaca, i un episodi de pluja miraculosa evitant a una sub-unitat de la Dotzena la derrota és narrada per les fonts. En aquesta època, la major part de la Dotzena estava composta principalment de cristians. Hi va haver una creença que això va portar a l'emperador a emetre un decret on prohibia la persecució dels cristians, però això sembla que es va basar en un frau.
L'any 175, la legió va estar a Melitene, quan es va produir la revolta d'Avidi Cassi, la Dotzena, havent estat lleial a l'emperador, va obtenir el cognomen de Certamen Constans ("constant amb seguretat").
Després de la mort de l'emperador Publi Helvi Pèrtinax, l'any 193, la XII Fulminata va recolzar al governador de Síria, Pesceni Níger, que va ser al final derrotat per l'emperador Septimi Sever. Quan la frontera oriental de l'Imperi es va traslladar d'Eufrates al Tigris, la Dotzena romandre en reserva, possiblement com un càstig pel seu suport al rival de Sever.
L'Imperi Sassànida era una gran amenaça al poder romà a Orient. El rei Shapur II va conquistar la base de la XV Apollinaris, Satala (256) i va saquejar Trapezus (258). L'emperador Valerià va marxar contra Shapur, però va ser derrotat i capturat. La derrota va causar la caiguda parcial de l'Imperi, amb l'Imperi de les Gàl·lies secessionista a Occident i l'Imperi de Palmira a Orient. Se sap que la XII Fulminata va estar sota el comandament d'Odenat, governant de l'Imperi de Palmira, però també que l'emperador Gal·liè va premiar a la legió amb el cognomen de Galliena.
Després d'aquests episodis, són escasses les mencions a la Fulminata. L'imperi de Palmira va ser reconquerit per Aurelià; l'emperador Dioclecià va derrotar els sassànides i va traslladar la frontera a Mesopotàmia septentrional. La Dotzena, que probablement va prendre part en aquestes campanyes, està documentada guardant la frontera de l'Eufrates a Melitene, al començament del segle v (Notitia Dignitatum).